# Dionne Warwick
Marie Dionne Warrick, kendt som Dionne Warwick (født 12. december 1940 i East Orange, New Jersey), er en amerikansk sanger og skuespiller, der ikke mindst er kendt for sit samarbejde med komponisterne og producenterne Burt Bacharach og Hal David. Fra 1955 til 1999 har hun haft 56 hits på Billboard Hot 100-listen, hvilket kun overgås af Aretha Franklin.
Hun begyndte sangkarrieren som gospelsanger i teenageårene, hvor hun sang i den lokale metodistkirke. Da hun fik et job som backingsanger for The Drifters, blev hun opdaget af Burt Bacharach og Hal David. Det blev begyndelsen på et årelangt samarbejde, hvor Bacharach og David skrev og producerede sange for hende. Med hittet Walk on By fra 1964 cementerede hun sin succes. Senere samarbejdede hun med Stevie Wonder, Whitney Houston og Isaac Hayes. 

## Diskografi
- Presenting Dionne Warwick (1963)
- Anyone Who Had a Heart (1964)
- Make Way for Dionne Warwick (1964)
- The Sensitive Sound of Dionne Warwick (1965)
- Here I Am (1965)
- Here Where There Is Love (1966)
- On Stage and in the Movies (1967)
- The Windows of the World (1967)
- Dionne Warwick in Valley of the Dolls (1968)
- The Magic of Believing (with the Drinkard Singers) (1968)
- Promises, Promises (1968)
- Soulful (1969)
- I'll Never Fall in Love Again (1970)
- Very Dionne (1970)
- Dionne (1972)
- Just Being Myself (1973)
- Then Came You (1975)
- Track of the Cat (1975)
- Love at First Sight (1977)
- Dionne (1979)
- No Night So Long (1980)
- Friends in Love (1982)
- Heartbreaker (1982)
- How Many Times Can We Say Goodbye (1983)
- Finder of Lost Loves (1985)
- Friends (1985)
- Reservations for Two (1987)
- Dionne Warwick Sings Cole Porter (1990)
- Friends Can Be Lovers (1993)
- Aquarela do Brasil (1994)
- Dionne Sings Dionne (1998)
- Dionne Sings Dionne, Vol. 2 (2000)
- My Favorite Time of the Year (2004)
- My Friends & Me (2006)
- Why We Sing (2008)
- Only Trust Your Heart (2011)
- Now (2012)
- Feels So Good (2014)
- She's Back (2019)
- Dionne Warwick & the Voices of Christmas (2019)